# Museo de la Ciudad de Torrejón de Ardoz
El Museo de la Ciudad es un museo ubicado en el municipio de Torrejón de Ardoz (España) encargado de recoger y mostrar la historia de la ciudad, desde el Paleolítico hasta nuestros días.

## Características generales
El Museo de la Ciudad se emplaza en el edificio de lo que antes era la Herrería, patrimonio histórico protegido de la Ciudad. Se reconstruyó este edificio y se construyó el actual Museo, inaugurándose el 12 de marzo de 2011. Consta de más de 300 metros cuadrados y tres plantas.

## Detalle planta baja y primera planta
Las dos primeras plantas se han destinado a recorrer la historia de la ciudad desde el Paleolítico hasta nuestros días. En ese recorrido histórico se pueden observar grandes momentos de la historia torrejonera:
- Año 1554: Varios vecinos solicitan la Carta de Privilegio de Villazgo. Mediante esta carta, Torrejón se convierte en villa y se independiza de Alcalá de Henares, pasando a depender directamente del Arzobispado de Toledo.

- 9 de septiembre de 1574: Torrejón de Ardoz obtiene del Rey Felipe II la Carta de Venta mediante la cual se desvincula del Arzobispado de Toledo, pasa a ser villa de realengo, dependiente de la Corona y obtiene su propia jurisdicción.

El Museo cuenta con diferentes vídeos que recrean los momentos más importantes de la historia de Torrejón.

## Segunda planta
La segunda planta del Museo se destina a ser sala de Exposiciones temporales, abriéndose un nuevo espacio para la cultura en el centro de la ciudad.
El día de la inauguración la sala albergó la exposición de Fotografías “Torrejón de Ardoz desde principios del Siglo XX en fotografías” a cargo de la Asociación Cultural Las Fotos de Torrejón y esculturas de artistas locales del municipio.

## Exteriores
El entorno del Museo cuenta con dos nuevas plazas estanciales: la Plaza del Museo y la Plazoleta del Museo, donde se ha creado un mural que recrea un mapa de Torrejón a inicios del siglo XVIII.